# Nedim Halilović

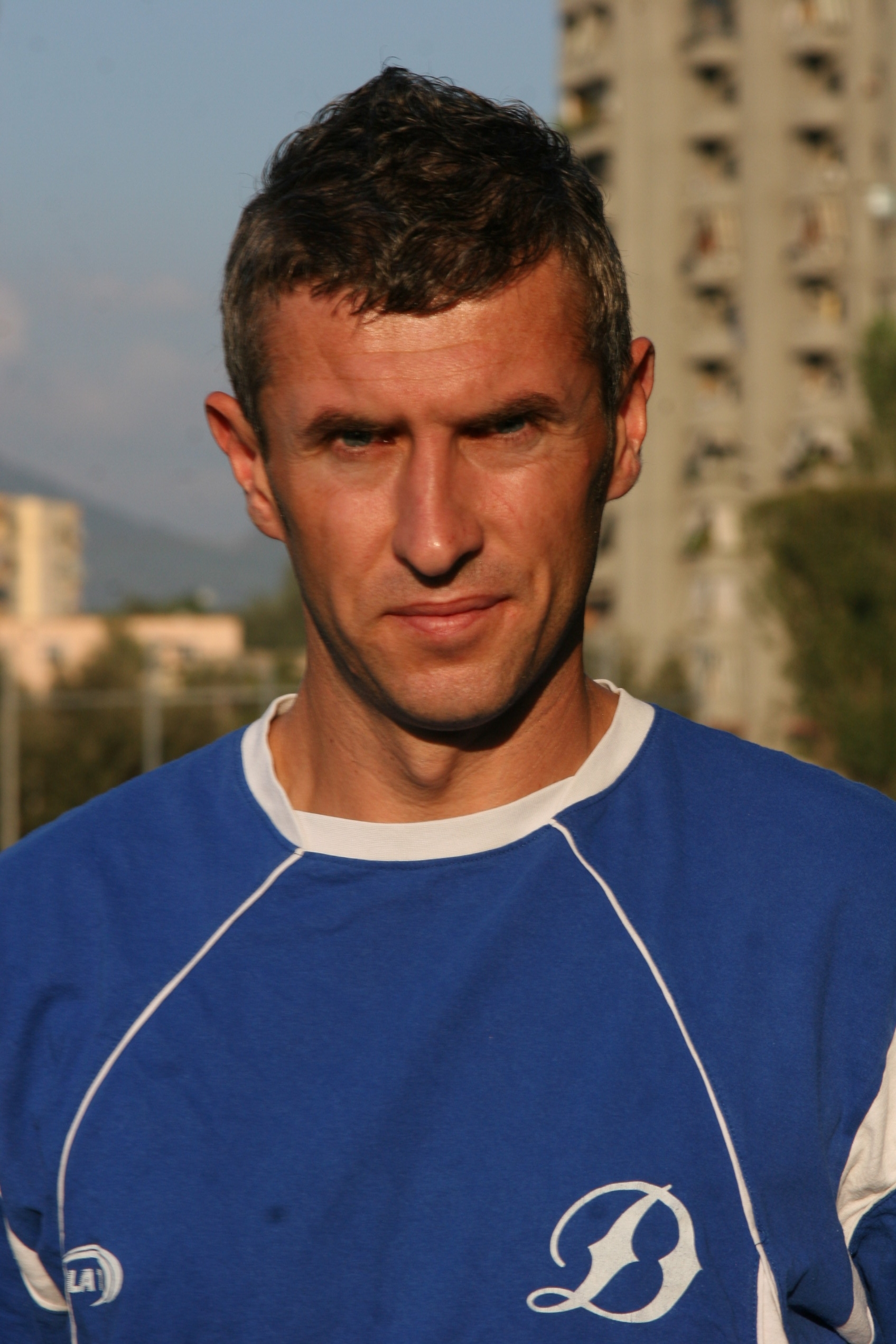
Nedim Halilović im Trikot von Dinamo Tirana

Nedim Halilović (* 1. Juli 1979 in Brčko) ist ein ehemaliger bosnischer Fußballnationalspieler.

## Sportlicher Werdegang
Halilović kam über Zmaj od Bosne und Iskra Bugojno 2000 zum FK Sloboda Tuzla. Nach einem Jahr in der Premijer Liga wechselte er 2011 zum kroatischen Klub NK Varaždin in die 1. HNL. In seiner ersten Spielzeit erreichte der Offensivspieler die Endspiele um den kroatischen Landespokal, das trotz eines Tores von Halilović im Hinspiel nach einem 1:1-Unentschieden und einer 0:1-Heimniederlage gegen Dinamo Zagreb verloren wurde. Auch zwei Jahre später stand er mit der Mannschaft gegen denselben Gegner im Pokalendspiel, dieses Mal entschied nach zwei Unentschieden die Auswärtstorregel zugunsten des Gegners. Auch bei seiner dritten Finalteilnahme 2006 zog er den Kürzeren, der 4:0-Erfolg von NK Rijeka durch Tore des zweifach erfolgreichen Davor Vugrinec, von Siniša Linić und Fredi Bobic wurde nahezu egalisiert, nach dem 5:1-Rückspielsieg entschied abermals die Auswärtstorregel gegen NK Varaždin
Im Sommer 2006 wechselte Halilović nach Schweden und schloss sich Örebro SK in der zweitklassigen Superettan an. Dem Klub verhalf er als regelmäßiger Torschütze bis zum Saisonende im Herbst zum Wiederaufstieg in die Allsvenskan. Dort konnte er nicht an seine Torgefahr anknüpfen, der Klub schaffte dennoch knapp den Klassenerhalt. Nach einer weiteren Halbserie lotste ihn Trainer Zlatko Dalić – einst sein Coach bei NK Varaždin – zurück nach Kroatien zu HNK Rijeka, wo er aber nur zwei Monate blieb. Der mittlerweile nach Albanien zu Dinamo Tirana weitergezogene Dalić holte ihn kurz vor Ende der Transferperiode zu seinem neuen Verein. Als dieser dort im Februar 2009 entlassen wurde, entschied sich Halilović ebenfalls zum Abschied und kehrte nach Schweden zurück, wo er beim Viertligisten Dalkurd FF in der Division 2 anheuerte. Ende 2011 beendete er dort seine aktive Laufbahn.
Zwischen 2001 und 2006 spielte Halilović in der bosnisch-herzegowinischen Nationalmannschaft. Dabei kam er in 16 Länderspielen zum Einsatz, blieb dabei aber ohne Torerfolg.